# أوناي بوستينزا
أوناي بوستينزا مارتينيز (بالإسبانية: Unai Bustinza Martínez) (مواليد 2 فبراير 1992 - بلباو ، إسبانيا) لاعب كرة قدم إسباني ، يلعب في مركزي الظهير الأيمن وقلب الدفاع ، ويلعب حاليًا لنادي ليغانيس الإسباني.

## روابط خارجية
- أوناي بوستينزا على موقع قاعدة بيانات كرة القدم.إي يو (الإنجليزية)
- أوناي بوستينزا على موقع Soccerbase.com (لاعب) (الإنجليزية)
- أوناي بوستينزا على موقع Soccerway.com (الإنجليزية)
- أوناي بوستينزا على موقع AS.com (الإسبانية)